# Center Hill (Florida)
Center Hill es una ciudad ubicada en el condado de Sumter en el estado estadounidense de Florida. En el Censo de 2010 tenía una población de 988 habitantes y una densidad poblacional de 59,32 personas por km².

## Geografía
Center Hill se encuentra ubicada en las coordenadas 28°37′19″N 82°1′3″O / 28.62194, -82.01750. Según la Oficina del Censo de los Estados Unidos, Center Hill tiene una superficie total de 16.66 km², de la cual 15.27 km² corresponden a tierra firme y (8.3%) 1.38 km² es agua.

## Demografía
Según el censo de 2010, había 988 personas residiendo en Center Hill. La densidad de población era de 59,32 hab./km². De los 988 habitantes, Center Hill estaba compuesto por el 66.4% blancos, el 8.91% eran afroamericanos, el 1.01% eran amerindios, el 0.51% eran asiáticos, el 0% eran isleños del Pacífico, el 19.33% eran de otras razas y el 3.85% pertenecían a dos o más razas. Del total de la población el 36.94% eran hispanos o latinos de cualquier raza.